# Solhems municipalsamhälle
Solhems municipalsamhälle inrättades den 5 april 1908 inom dåvarande Spånga landskommun, Stockholms län, från vilket datum samtliga stadsstadgor tillämpades inom samhället. Vid 1920 års folkräkning  uppgick ytan till 1,97 km² med 1 548 invånare, vilket ger en befolkningstäthet om 785 inv/km².
Den 1 januari 1949 upphörde Spånga kommun och huvuddelen av dess område, med området för detta municipalsamhälle, överfördes till Stockholms stad. Samtliga municipalsamhällen inom kommunen upplöstes då, så även Solhem.